# 葛蘭·海斯洛夫
葛蘭·海斯洛夫（英语：Grant Heslov，1963年5月15日～），生于美国洛杉矶，犹太人，美国电影男演员、制片人、编剧、导演，他最有名的作品是2012年担任制片的《亞果出任務》，赢得了奥斯卡最佳影片。

## 早年
他生于洛杉矶的一个犹太人家庭，成长于Palos Verdes地区，他父亲是名牙医。后来毕业于南加州大学。

## 事业
他参演的电影作品有1985年《狼女傳奇》及《鄰家男孩》、1989年《校園賽車手》、1990年《死亡預兆》、1994年《魔鬼大帝：真實謊言》、1995年《剛果驚魂》、1997年《天崩地裂》、1998年《全民公敌》、2002年《魔蝎大帝》、2005年《晚安，祝你好運》、2014年《大尋寶家》。电视作品有1983年《天才家庭》、1984年《歡樂時光》、1986年《生命的事實》、1987年《洛城法網》及《迷離時空》、1989年《女作家與謀殺案》、1990年《龍虎少年隊》及《海灘遊俠》、1991年《神探可倫坡》、1993年《歡樂單身派對》、1996年《與天使有約》、2000年《CSI犯罪現場》及《X檔案》、2005年《危機四伏》。
2005年，他与喬治·克隆尼联合制片的电影《晚安，祝你好運》获得了第78屆奧斯卡最佳影片提名。同時，他也以此片获得了奧斯卡最佳原創劇本獎提名。
2006年8月，他与喬治·克隆尼创办了一个电影公司—— Smoke House。
2012年，他与喬治·克隆尼、班·艾佛列克联合制片，並由班·艾佛列克执导的作品《亞果出任務》赢得了第85屆奧斯卡最佳影片、最佳改编剧本和最佳剪辑三项大奖。